# Yinglan (sockenhuvudort i Kina, Heilongjiang Sheng, lat 46,34, long 129,54)
Yinglan (kinesiska: 迎兰, 迎兰朝鲜族乡) är en sockenhuvudort i Kina. Den ligger i provinsen Heilongjiang, i den nordöstra delen av landet, omkring 230 kilometer öster om provinshuvudstaden Harbin. Antalet invånare är 24 162. Befolkningen består av 11 846 kvinnor och 12 316 män. Barn under 15 år utgör 12,0 %, vuxna 15-64 år 79 %, och äldre över 65 år 7,0 %.
Runt Yinglan är det ganska tätbefolkat, med 78 invånare per kvadratkilometer. Närmaste större samhälle är Yilan, 2,8 km söder om Yinglan. I omgivningarna runt Yinglan växer i huvudsak blandskog.
Genomsnittlig årsnederbörd är 811 millimeter. Den regnigaste månaden är juli, med i genomsnitt 177 mm nederbörd, och den torraste är januari, med 5 mm nederbörd.